# Rudolf Hanauer

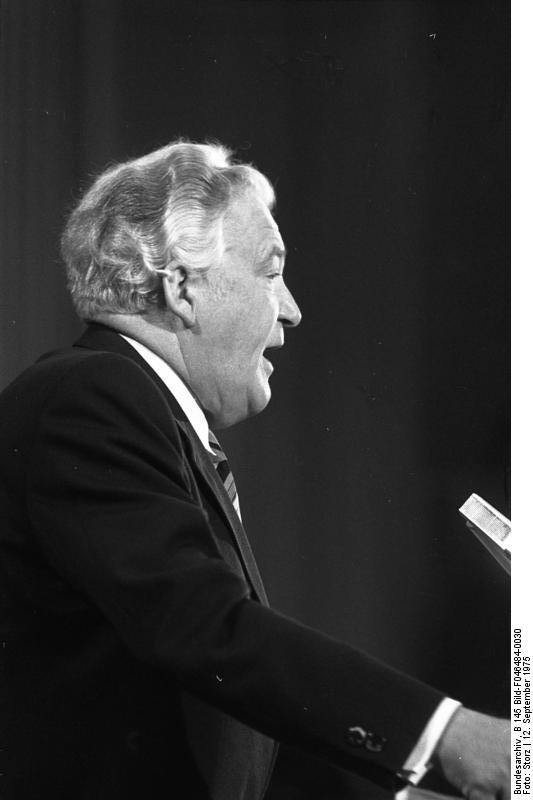
Rudolf Hanauer (1975)

Rudolf Hanauer (* 4. März 1908 in Mellrichstadt/Unterfranken; † 29. Dezember 1992 in Herrsching am Ammersee) war ein deutscher Politiker (CSU). Von 1960 bis 1978 war er Präsident des Bayerischen Landtages.

## Leben
Nach dem Abitur 1927 am Humanistischen Gymnasium in Straubing begann Hanauer ein Studium der Rechts- und Staatswissenschaften an der Ludwig-Maximilians-Universität München, welches er 1931 mit dem Ersten juristischen Staatsexamen beendete. Nach Ableistung des Referendariats bestand er 1934 auch die Große juristische Staatsprüfung und ließ sich am 1. April 1935 als Rechtsanwalt in München nieder. Am 25. Mai 1937 beantragte er die Aufnahme in die NSDAP und wurde rückwirkend zum 1. Mai desselben Jahres aufgenommen (Mitgliedsnummer 5.016.595). Von 1940 bis 1945 nahm Hanauer als Soldat bei der Nachrichtentruppe am Zweiten Weltkrieg teil.
Nach dem Krieg nahm Hanauer seine Anwaltstätigkeit wieder auf und begann gleichzeitig seine politische Laufbahn. 1946 wurde er in den Vorstand des CSU-Kreisverbandes Starnberg berufen, den er kurz zuvor mitbegründet hatte. Noch im selben Jahr wurde er in den Kreistag des Kreises Starnberg gewählt. Von 1948 bis 1954 gehörte er auch dem Gemeinderat von Herrsching an.
1954 wurde Rudolf Hanauer in den Bayerischen Landtag gewählt und am 27. Januar 1960 dessen Präsident. In diesem Amt verblieb er bis zu seinem Ausscheiden nach der Landtagswahl 1978. Sein Vorgänger als Landtagspräsident war Hans Ehard, sein Nachfolger Franz Heubl. Hanauer gilt als Stifter der Bayerischen Verfassungsmedaille, die 2011 per Gesetz in den Rang eines Ordens erhoben wurde.
Anfang der 1960er Jahre vertrat Hanauer als einer von drei Rechtsanwälten den ehemaligen Münchner NS-Oberbürgermeister Karl Fiehler vor dem Verwaltungsgericht München und später vor dem Bayerischen Verwaltungsgerichtshof. Fiehler, dem lediglich die Bezüge eines Verwaltungsobersekretärs zugestanden worden waren, hatte gegen diesen Bescheid Klage eingelegt und die Pension eines Oberbürgermeisters a. D. eingefordert. Hanauer vertrat vor Gericht die Ansicht, Fiehler sei 1933 auf demokratischem Weg zum Oberbürgermeister von München gewählt worden. Außerdem bezeichnete er Karl Fiehler, der bereits 1923 als Mitglied Nr. 37 der NSDAP beigetreten war und am Marsch zur Feldherrnhalle teilgenommen hatte, als einwandfreien Antifaschisten, der dem Kreis um Carl Friedrich Goerdeler nahegestanden hätte. Als die bayerische SPD den rechtsanwaltlichen Einsatz ihres Landtagspräsidenten öffentlich rügte, behauptete Hanauer, dass er sein Mandat in dieser Sache niedergelegt habe. Das Rubrum des Urteilsspruches, mit dem das Bayerische Verwaltungsgericht Fiehlers Klage abwies, belegt jedoch, dass auch noch in der zweiten Instanz der ehemalige NS-Oberbürgermeister von Rudolf Hanauer vertreten worden war.
Rudolf Hanauer war auch in die bayerische Spielbankenaffäre verwickelt.

## Ehrungen
- Straßenbenennung: Rudolf-Hanauer-Straße in Herrsching am Ammersee
- Ehrenbürger von Mellrichstadt
- 1960: Bayerischer Verdienstorden
- 1960: Großes Silbernes Ehrenzeichen am Bande für Verdienste um die Republik Österreich[3]
- 1961: Großkreuz des St. Silvesterordens
- 1964: Großkreuz des Bundesverdienstkreuzes